# Pseudonemophas versteegii
Pseudonemophas versteegii is een keversoort uit de familie van de boktorren (Cerambycidae). De wetenschappelijke naam van de soort werd voor het eerst geldig gepubliceerd in 1881 door Coenraad Ritsema.
De kever heeft een lengte van 31 mm, de sprieten zijn 100 mm lang. De kever is zwart maar bedekt met een dichte blauw-witte tomentum (viltachtige laag van haartjes), die een aantal stippen vrijlaat. Op de sprieten wordt het witte tomentum geleidelijk vervangen door een zwarte.
De soort komt voor in Zuidoost-Azië. Ritsema beschreef een specimen dat was gevangen op Mount Barisan in het district Singkarah in het westen van Sumatra tijdens de Nederlandse wetenschappelijke expeditie naar Sumatra van 1877-1879. De soort is genoemd naar een lid van het comité van de expeditie, Willem Frederik Versteeg.
T. Bainbrigge Fletcher vermeldde de soort in 1919 als een plaaginsect in Assam (India), waar de larven boren in het merg van jonge twijgen van sinaasappelbomen, waardoor de bladeren vergelen en de tak verwelkt.